# А защищал её Плевако
А защищал её Плевако — художественный фильм, семейная драма с защитительной речью «златоуста русской адвокатуры»  Фёдора Плевако в виде сюжетного обрамления. Премьера состоялась 25 марта 1916 года. Фильм не сохранился.

## Сюжет
Героине пришлось перенести тяжёлые условия детства, подвергнуться оскорблениям отчима… В конце концов, она покидает дом матери и уезжает к подруге. Здесь встречается со студентом, влюбляется в него, становится его женой. А когда студент начинает увлекаться другой женщиной, героиня убивает его.

## Критика
Имя Плевако имеет прямое отношение только к заглавию пьесы, но не к сюжету, и служит своего рода удачным заглавным «трюком». Но если отбросить то, что героиню защищал Плевако, то получится сценарий среднего достоинства. Героине пришлось перенести тяжёлые условия детства, подвергнуться оскорблениям отчима… В конце концов она покидает дом матери и уезжает к подруге. Здесь встречается со студентом, влюбляется в него, становится его женой. А когда студент начинает увлекаться другой женщиной, героиня убивает его. Этот несложный сюжет мог бы много выиграть от углубления психологических переживаний его героев. Но этого не случилось. Исполнителям не удалось сильно захватить публику своей душевной драмой, роли проведены довольно бесцветно, так что в надписях больше психологической глубины, чем в следующих за ними сценах. Постановка и фотография — хороши; но в общем — главным выигрышным местом пьесы остаётся всё же: «а защищал её Плевако».
— «Проектор», 1916, №7-8, стр. 16